# 1992 aux échecs
Chronologie des échecs – Année 1992
| Années des échecs : 1989 - 1990 - 1991 - 1992 - 1993 - 1994 - 1995    |
| Décennies des échecs : 1960 - 1970 - 1980 - 1990 - 2000 - 2010 - 2020 |

## Événements majeurs
- Olympiade d'échecs de Manille :
  - Classement masculin : 1er Russie, 2e Ouzbékistan, 3e Arménie
  - Classement féminin : 1er Géorgie, 2e Ukraine, 3e Chine

## Tournois et opens
- Boris Gelfand et Valery Salov remportent le Tournoi de Wijk aan Zee

## Matchs amicaux
- Bobby Fischer remporte son match revanche contre Boris Spassky qui se tient de septembre à décembre en Yougoslavie.

## Championnats nationaux
- Argentine : Oscar Panno remporte le championnat[1],[2]. Chez les femmes, pas de championnat.
- Autriche : Pas de championnat[3]. Chez les femmes, Jutta Borek-Fauland[4].
- Belgique : Michel Jadoul remporte le championnat[5]. Chez les femmes, Martina Sproten s’impose[6].
- Brésil: Darcy Lima remporte le championnat[7]. Chez les femmes, c’est Regina Lùcia Ribeiro qui s’impose.
- Canada : Alexandre Lesiege remporte le championnat[8]. Chez les femmes, pas de championnat[9].
- Chine :  Lin Weiguo remporte le championnat[10]. Chez les femmes, Zhu Chen s’impose.
- Écosse : Paul Motwani remporte le championnat [11].
- Espagne : Mario Gómez Esteban remporte le championnat[12]. Chez les femmes, c’est Nieves Garcia qui s’impose[13].
- États-Unis : Patrick Wolff remporte le championnat[14]. Chez les femmes, Irina Levitina s’impose[15].
- Finlande: E. M. Hakulinen remporte le championnat[16].
- France : Manuel Apicella remporte le championnat [17]. Chez les femmes, Claire Gervais s’impose[18].
- Grèce : Vassílios Kotroniás[19]
- Inde : Praveen Thipsay remporte le championnat[20].
- Iran : Hossein Aryanejad remporte le championnat[21].

- Pays-Bas : Jeroen Piket remporte le championnat [22]. Chez les femmes, c’est Erika Sziva qui s’impose.
- Pologne : Jacek Gdanski remporte le championnat[23].
- Royaume-Uni : Julian Hodgson remporte le championnat[24].
- Russie : Alekseï Gavrilov remporte la première édition du nouveau championnat de la Russie indépendante[25].
- Suisse : Heinz Wirthensohn remporte le championnat [26]. Chez les dames, c’est Evi Grünenwald-Reimer qui s’impose[27].
- Ukraine : Vladislav Borovikov remporte le championnat[28],[29]. Chez les femmes, Maria Nepeina s’impose[30].
- RF Yougoslavie : Aleksa Striković remporte le championnat[31],[32]. Chez les femmes, Sanja Vuksanović s’impose.

## Divers
- Classement ELO au 1er janvier

| 1er | Garry Kasparov    | 2780 |
| 2e  | Anatoli Karpov    | 2725 |
| 3e  | Vasily Ivanchuk   | 2720 |
| 4e  | Nigel Short       | 2685 |
| 5e  | Viswanathan Anand | 2670 |
| 6e  | Boris Gelfand     | 2665 |
| 7e  | Alexeï Chirov     | 2655 |
| 8e  | Gata Kamsky       | 2655 |
| 9e  | Arthur Youssoupov | 2655 |
| 10e | Valery Salov      | 2655 |

Chez les feminines
| 1er | Judit Polgar | 2550 |
| 2e  | Pia Cramling | 2530 |
| 3e  | Susan Polgar | 2530 |

## Naissances
- 30 juillet : Fabiano Caruana
- 24 octobre : Ding Liren
- 5 novembre : Max Illingworth

## Nécrologie
- En 1992 : Gerhard Lorson (en), Soini Helle (en)
- 20 janvier : Paul Tröger (en)
- 30 janvier : Sidney Norman Bernstein (en)
- 20 mars : Paul Klein (en)
- 31 mars : Władysław Litmanowicz (en)
- 4 avril : Samuel Reshevsky
- 17 avril : Arvīds Tālavs (en)
- 5 mai : Adele Rivero (en)
- 17 juin : Jacob Levin (en)
- 27 juin : Mikhaïl Tal
- 22 août : Berta Krezberg (en)
- 9 septembre : Imre König (en)
- 30 septembre : György Szilágyi (en)
- 2 novembre : Walter Niephaus (en)
- 3 novembre : Vladas Mikėnas
- 5 novembre : Arpad Elo
- 20 novembre : Raul Renter (en)
- 26 novembre : Leopold Mitrofanov (en)